# Щепанкі (Вармінсько-Мазурське воєводство)
Щепанкі (пол. Szczepanki, нім. Tiefen) — село в Польщі, у гміні Видміни Гіжицького повіту Вармінсько-Мазурського воєводства.
Населення — 92 особи (2011).
У 1975-1998 роках село належало до Сувальського воєводства.

## Демографія
Демографічна структура станом на 31 березня 2011 року:
|          | Загалом | Допрацездатний вік | Працездатний вік | Постпрацездатний вік |
| -------- | ------- | ------------------ | ---------------- | -------------------- |
| Чоловіки | 48      | 8                  | 37               | 3                    |
| Жінки    | 44      | 10                 | 26               | 8                    |
| Разом    | 92      | 18                 | 63               | 11                   |